# Легкий метрополітен Малаги
Легкий метрополітен Малаги (ісп. Metro de Málaga) — система з двох ліній ЛРТ в місті Малага, Іспанія.

## Історія
Розробляти проект будівництва системи ЛРТ в місті почали у 2000-х роках. За проектом в першу
чергу мали відкритися дві лінії з 17 станціями, в перспективі планувалося будівництво ще двох ліній.
Будівництво системи легкорейкового транспорту розпочалося у 2006 році. Спочатку лінії планували відкрити в 2009 році, потім
в 2011, але через неодноразові затримки будівництва система відкрилася лише в 2014 році.

## Лінії
Обидві лінії сходяться на станції «El Perchel», Лінія 1 складається з 6,7 км та Лінія 2 з 4,6 км. Середня відстань між
станціями приблизно 600 метрів. В системі 12 підземних станцій, використовуються стандартна ширина колії, та потяги
трамвайного типу що живляться від контактної мережі. Станції мають низькі платформи.

## Режим роботи
Працює з понеділка по четвер з 6:30 до 23:00, у п'ятницю та вдень перед святами з 6:30 до 1:30, у суботу з 7:00 до 1:30,
у неділю та свята з 7:00 до 23:00. Інтервал руху від 6 хвилин в годину пік до 15 пізно ввечері.

## Рухомий склад
Усі потяги - Urbos 3 виробництва іспанської компанії Construcciones y Auxiliar de Ferrocarriles. 
Мають мережу відеоспостереження та кондиціонування, за для забезпечення безпеки та комфорту вагонів повної місткості з 170 пасажирами та  56  місць для сидіння.

## Галерея

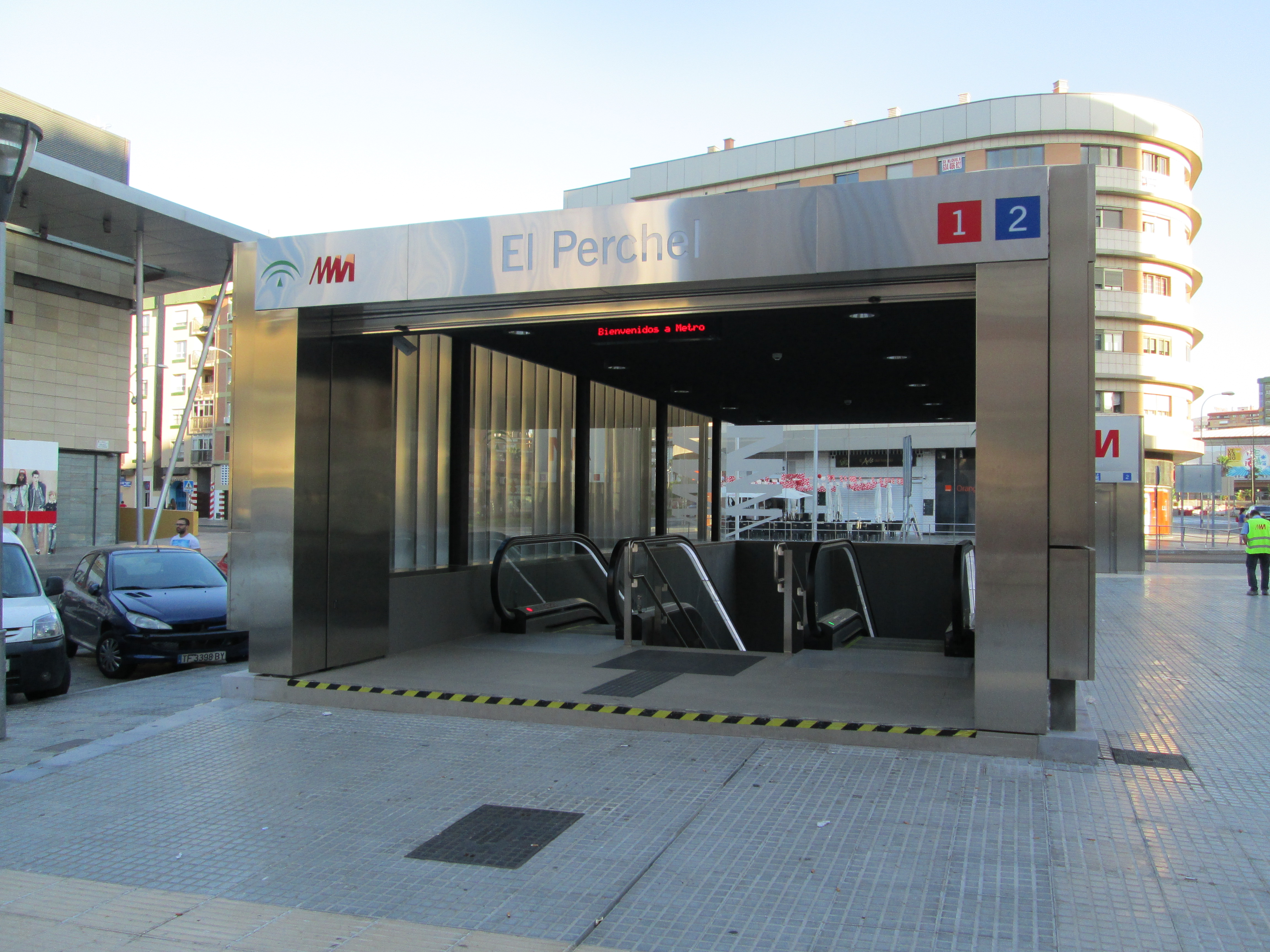
Вихід зі станції «El Perchel»
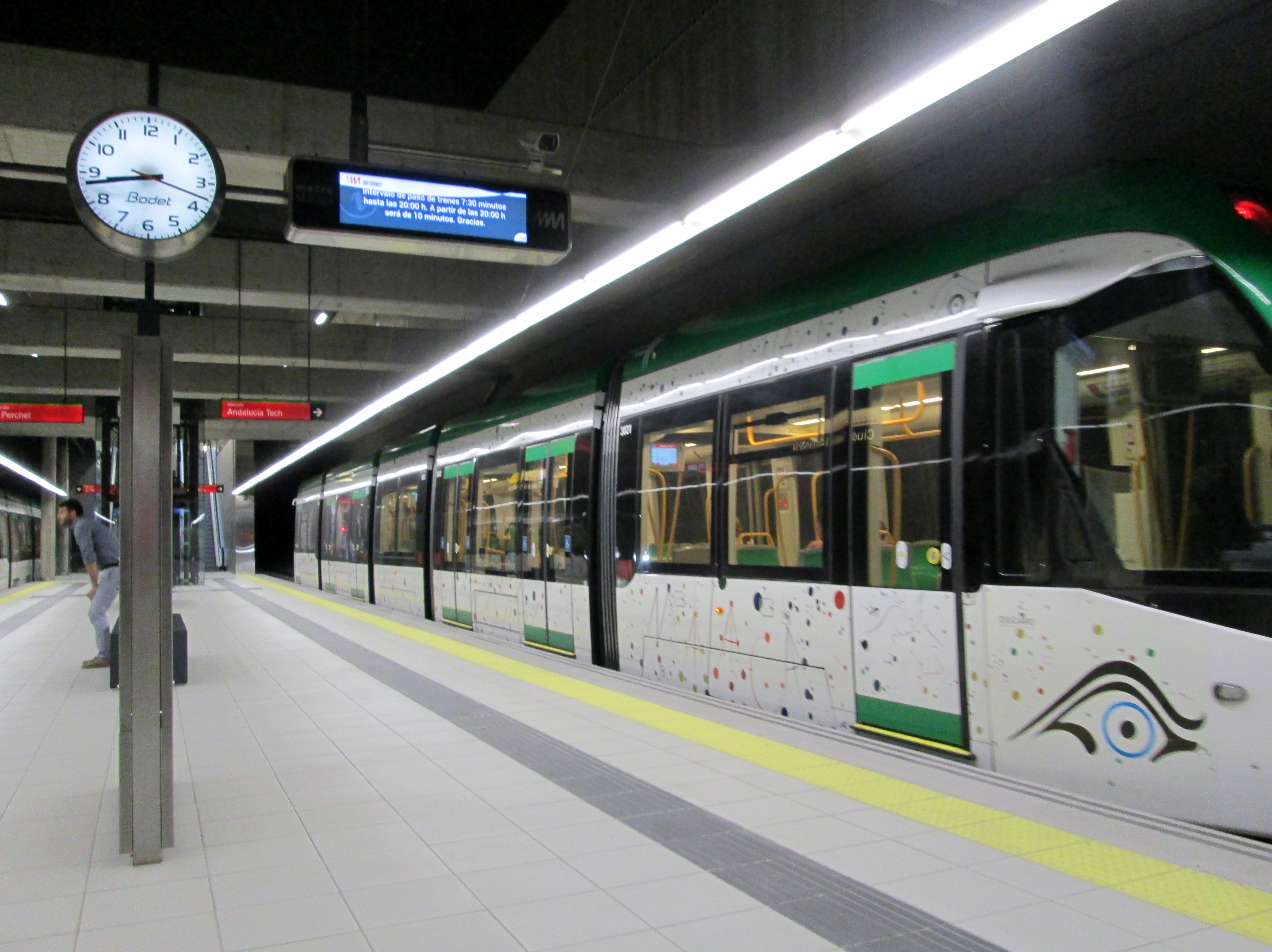
Потяг на станції «Ciudad de la Justicia»
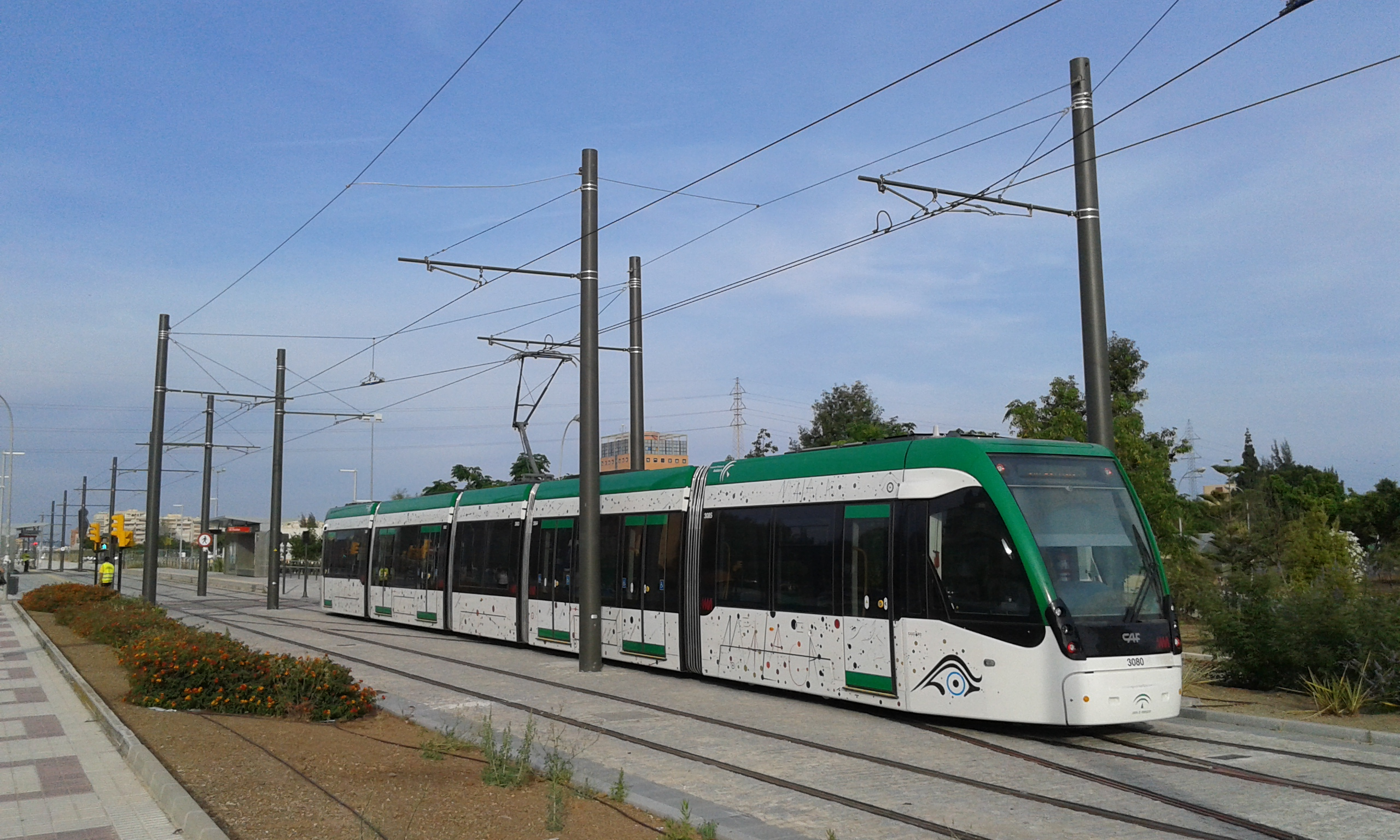
Потяг на наземній дільниці біля станції «Universidad»
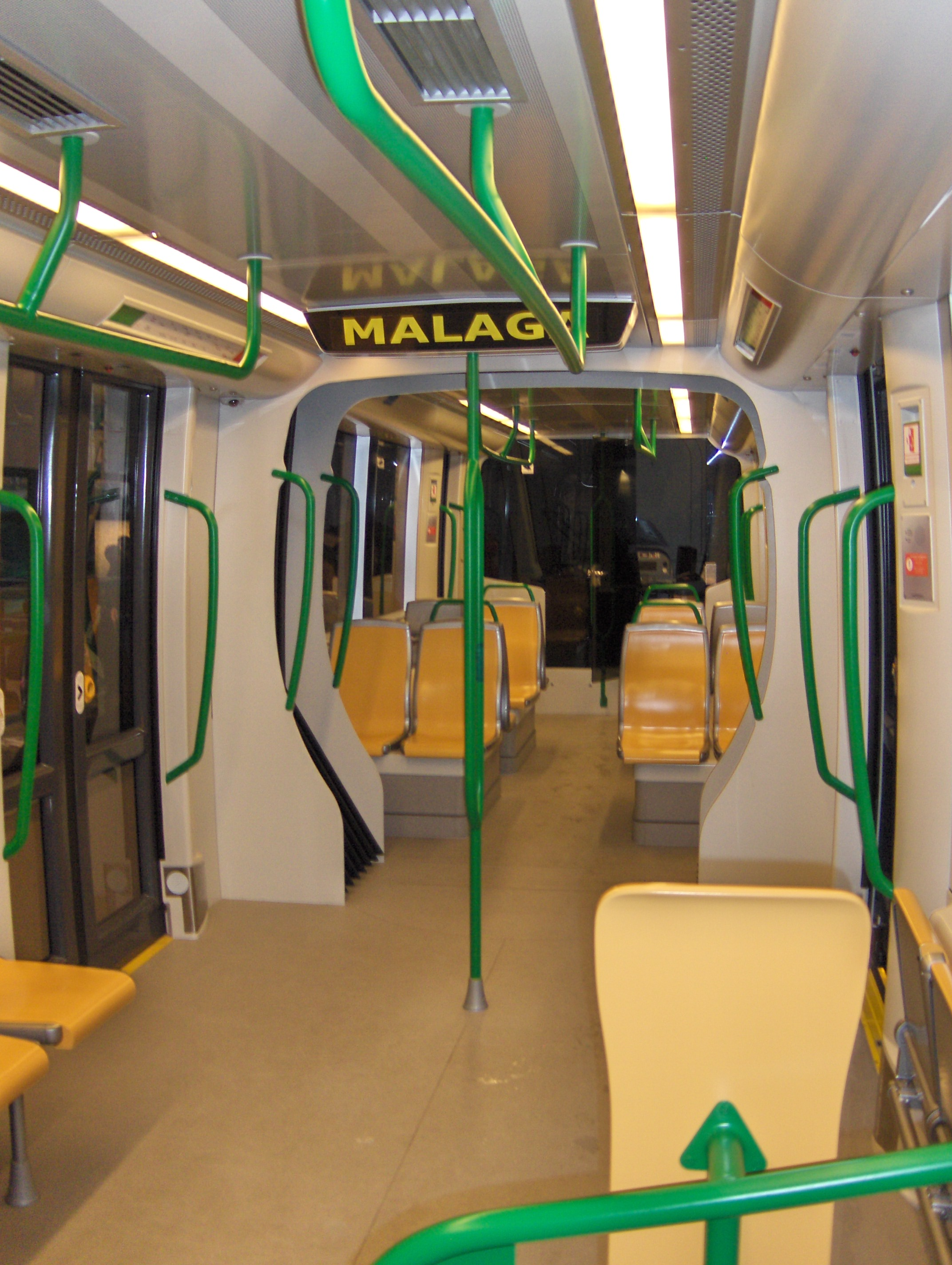
Всередині вагона